# ファイブサーティエイト
ファイブサーティエイト（FiveThirtyEight、時々538と表記される）は、世論調査の分析、政治、経済、スポーツブログを中心としたウェブサイト。アメリカ選挙人団の選挙人の数から名前を取ったこのウェブサイトは、アナリストのネイト・シルバーが制作したブログを持つ投票集計サイトとして2008年3月7日に設立された。2010年8月には、このブログはニューヨークタイムズのオンライン版のライセンス機能となり、「FiveThirtyEight：Nate Silver's Political Calculus」（ファイブサーティエイト：ネイト・シルバーの政治計算学）に改名された。
2013年7月、ESPNはFiveThirtyEightを買収し、シルバーを2014年3月17日に開設されたESPN.comの編集長兼投稿者として雇用した。それ以来、FiveThirtyEightブログでは政治、スポーツ、科学、経済、大衆文化など幅広いテーマを取り上げている。2018年、ESPNから姉妹所有のABC Newsに運営が移管された。
2008年の大統領予備選挙と本選挙の期間に、このサイトでは、シルバーのセイバーメトリクスの経験から導き出された独自の方法論により世論調査のデータを編集し、「比較可能な人口統計データで世論調査のバランスをとる」ようにした。シルバーは「世論調査会社の過去の実績、サンプルサイズおよび世論調査の最近性に基づき」各世論調査に重み付けを行った。
2008年の選挙以来、サイトは現在の政治や政治ニュースのさまざまなトピックに関する記事（通常は統計情報の作成または分析）を公開している。その内容は、上院議員交代の見通しについての毎月の更新、連邦経済政策、法案に対する議会の支持、医療制度改革、地球温暖化に関する立法、LGBTの権利に対する国民の支持、世界の選挙、大麻合法化など多岐にわたっている。本サイトと創設者は、FiveThirtyEightが50州すべての勝者を正確に予測した2012年の大統領選挙を含む選挙予測で最もよく知られている。2016年の選挙前夜、サイトの予測ではヒラリー・クリントンの勝算は71％で、ドナルド・トランプは29％だった。
その存在中に、FiveThirtyEightはBloggie Awardの「Best Political Coverage」（2008年）「Best Weblog about Politics」（2009年）とウェビー賞の「Best Political Blog」（2012年、2013年）などの賞も受賞している。ESPN傘下の2016年には、FiveThirtyEightはフランスのパリに拠点を置くGlobal Editors Networkの「Data Journalism Website of the Year」賞を受賞した。
ウェブサイトのロゴには、アルキロコスの言葉「狐は多くのことを知っているが、ハリネズミは1つの大きなことを知っている」に因んで狐が描かれている。

## 起源と歴史
シルバーは、2008年3月上旬にFiveThirtyEightを開始したとき、2007年11月に政治ブログ「デイリー・コス」で日記を書き始めたときから使っていた「Poblano」という名で記事を公開した。デイリー・コスでPoblanoとして執筆している彼は、特に2008年2月5日のスーパーチューズデーの予備選挙予想で人気を博した。poblanoは、24州とアメリカ領サモアでの選挙が行われるスーパーチューズデーから、バラク・オバマが859人の代議員、ヒラリー・クリントンが829人の代議員を獲得すると予想した。最終的な選挙結果では、オバマが847人の代議員、クリントンが834人の代議員を獲得した。この結果に基づいて、ニューヨーク・タイムズ紙の論説コラムニストのウィリアム・クリストルは以下のように書いている：「そして、デイリー・コスのWebサイト（poblano.dailykos.com）でこれまでの民主党票の決定要因の興味深い回帰分析がオハイオ州の有権者の人口統計に適用され、オバマがオハイオ州で一般的に認識されているよりも良いチャンスがあることを示唆している」。
FiveThirtyEightは、2008年5月6日に行われたノースカロライナ州とインディアナ州の民主党予備選挙でほとんどの世論調査会社の予想を打ち破ったことで、さらに全国的な注目を集めた。Mark BlumenthalがNational Journalに書いているように、「過去1週間にわたって、Poblanoというペンネームで書いている匿名のブロガーが自身のブログ「FiveThirtyEight.com」で大胆なことをした。彼は世論調査データではなく、主に人口統計データと過去の投票データによって決定される統計モデルに基づいて今後の予備選挙の予想を投稿した。批評家は嘲笑った。ほとんどの世論調査はノースカロライナでの接戦を指摘した。しかし、面白いことが起こった。そのモデルは正しかったのだ」 シルバーは、人口統計データと、2008年の民主党予備選挙中の他の州での投票履歴に依存していた。
2008年5月30日、シルバーはFiveThirtyEightの読者に初めて自身の正体を明らかにした。その日以降に彼がデイリー・コスで書いた日記は4つに留まっている。
予備選挙シーズンが終了するにつれ、シルバーは本選挙戦のモデルの構築を始めた。このモデルも人口統計情報に一部依存していたが、主に世論調査結果を集計する複雑な方法を用いていた。2008年、ラスムセン・レポートは、世論調査の平均値を算出するためのこの独自の方法論を同社の「Balance of Power Calculator」に搭載するためにFiveThirtyEightと短期的なパートナーシップを結んだ。同時に、FiveThirtyEightの毎日の「Today's Polls」（今日の世論調査）コラムは、The New Republicが発行するブログ「The Plank」に反映され始めた。
2008年10月初旬までに、FiveThirtyEightは平日の平均訪問者数が約40万人、週平均で250万人に達した。2008年10月の間に、サイトのユニークビジター数は363万人、サイト訪問数は2,057万人、ページビュー数は3,218万回であった。2008年11月4日の選挙日にサイトのページビューは約500万件に達した。
2010年6月3日、シルバーは8月初旬にブログを「NYTimes.comドメインでリニューアルする」と発表した。移行は2010年8月25日に行われ、ニューヨークタイムズのオンライン版にシルバー初のFiveThirtyEightブログ記事が掲載された。
2013年7月、シルバーと彼のFiveThirtyEightブログがニューヨークタイムズを離れ、ESPNに加わることが明らかになった。ESPNは、FiveThirtyEightの買収に関する発表の中で「シルバーはサイトの編集長を務め、今後数か月以内にジャーナリスト、編集者、アナリスト、寄稿者のチームを編成する予定」と報告した。ESPNが2011年に立ち上げたGrantlandと同様に、このサイトは、ESPNおよびディズニー系列の他のウェブサイトとの連携を図りながら、独立したブランドの感性と編集観点を保持していく。サイトは元のURL「www.FiveThirtyEight.com」に戻る。
シルバーは、ESPNの段階でのFiveThirtyEightの焦点は広がるだろうとして、次のように述べている「人々は、少し政治的要素が入ったスポーツサイトや、スポーツを取り入れた政治サイトになると思っているようだが...しかし、私たちは科学や経済、ライフスタイルの報道を非常に真摯に受け止めている...。それはデータジャーナリズムのサイトだ。政治はデータジャーナリズムが扱うのを得意とするテーマの一つの場合がある。確かに大統領選挙は得意だ。しかし、私たちはサイトがどのように成長していくかを政治とはあまり考えていない」
FiveThirtyEightは2014年3月17日、ESPNのウェブページを開設した。シルバーのリードストーリーでは、「FiveThirtyEightはデータジャーナリズムの組織である...スタッフを2人の常勤ジャーナリストから20人以上に拡大している。そのほとんどは政治だけを扱ってはおらず、その代わりに、政治、経済、科学、生活、スポーツという5つの主要な分野にまたがって報道を行う。私たちのチームはまた、データジャーナリズムの規定に分類される手法についての幅広いスキルと経験を持っている。これには、統計分析だけでなく、データの可視化、コンピュータプログラミング、データに精通したレポート作成などが含まれる。そのため、執筆されたストーリーに加えて、インタラクティブなグラフィックや特集も用意している。
2018年4月、FiveThirtyEightはウォルト・ディズニー・カンパニーが過半数を所有するESPN、Inc.からABC Newsに移管されることが発表された。ABC News Liveの配信チャンネルが2019年5月にRokuで開始された。2018年3月にウォルト・ディズニー・ダイレクト・トゥ・コンシューマー&インターナショナル部門を新設する再編に伴い、ABC News DigitalおよびLive Streaming（ウェブサイト、ABC News LiveおよびFiveThirtyEight）が新しいセグメントに移管された

## 2008年のアメリカの選挙

### 方法
このサイトのユニークな側面の1つは、シルバーが世論調査会社を精度でランク付けし、それに応じてそれらの世論調査に重み付けし、人口統計と過去の投票パターンに基づいた独自の選挙予測で世論調査を補足しているということである。「これらのものを処理するためにより洗練された方法が必要と思った」とシルバーは語っている。
FiveThirtyEightは、複雑な方法論を通じて世論調査会社の過去の実績を比較検討し、それらに値を割り当てて「世論調査会社が導入した誤差」を示す。
要するに、シルバーの方法は各州で実施される複数の世論調査を利用する他のアナリストのアプローチに似ている。彼は世論調査結果を平均化した。しかし、特に選挙シーズンの初期の数か月間は、多くの州での世論調査はまばらで一時的なものである。長期間（おそらく数週間）にわたる世論調査の「平均」は、現時点での有権者の嗜好の真の状態を明らかにすることはできず、将来の正確な予測も提供できないだろう。この問題に対する1つのアプローチがPollster.comによって行われた。それは十分な世論調査が利用可能な場合、局所的に重み付けされた移動平均またはLOESSを計算するというものである。
しかし、シルバーは自身の分析でこのようなアプローチを採用する一方で、特定の州の傾向に関する情報のギャップを埋めるのに役立つ「類似した」州の世論調査から得られる追加情報があると考えた。そこで、彼は以前に野球の予測に用いたアプローチを応用した。最近傍分析を用いて、まず「最も類似した州」を特定し、次に「類似した州」の世論調査情報を特定の州の選挙予測に織り込んだ。彼はこのアプローチをさらに一歩進めて、ある州の予測に全国の世論調査の傾向を織り込んだ。したがって、彼の予測は単に特定の州の世論調査の傾向に基づくものではなかった。
さらに、シルバーが2008年の民主党予備選の自身の分析から導き出した基本的な直感は、州や選挙区の投票履歴が現在の投票の手がかりになるというものであった。例えば、ノースカロライナ州やインディアナ州の民主党予備選では、このような情報があったからこそ、シルバーの予想が全ての世論調査会社を打ち破れたのである。このような情報を利用することで、世論調査がほとんど行われていない州でも、シルバーは投票の優劣を予測することができた。各州の本選挙予測では、特定の州や「類似の州」で利用可能な世論調査に頼るだけでなく、過去の投票情報と各州の人口統計学的特徴を用いて「538回帰」を推定し、別の世論調査（その州で実際に利用可能な世論調査と同等のもの）とみなして扱った推定値を作成した。ある州で世論調査がほとんど行われていない場合、州の予測は538回帰の推定値によってほぼ決定されるため、このアプローチは彼の予想を安定させるのに役立った。
2008年7月に、サイトは2008年のアメリカ合衆国上院選の予測を定期的に更新して報告するようになった。世論調査と人口統計分析の両方に基づく特別な手順が開発された。この予測は毎週更新された。

### 2008年の選挙の最終予測
2008年11月4日正午の大統領予測モデルの最終更新で、シルバーは一般投票でバラク・オバマが6.1％差で勝利し、選挙人票の合計が349（確率的予測に基づく）または353（各州の固定予測に基づく）と予測した。オバマは選挙人票を365票獲得し勝利した。シルバーの予測は、インディアナ州と、州内の他地域とは別に選挙人投票権を与えるネブラスカ州第2選挙区を除いて、どこでも実際の結果と一致していた。彼の予測した全国の一般投票の差は、実際の数字である7.2ポイントを下回った。
上院の予測は、全ての選挙戦で的中していた。しかし、ミネソタ州でほぼ膠着状態に陥り、再集計が行われ、2009年6月30日になってようやく決着した。アラスカでは、投票用紙の集計が長引いた後、11月19日に共和党の現職テッド・スティーヴンスが民主党のマーク・ベギッチに議席を譲ったが、これはシルバーが選挙日に予測していた結果であった。そしてジョージア州では、12月2日の決選投票で共和党のサックスビー・シャンブリスが再選を果たしたが、この結果もシルバーの当初の予想と一致していた。

## 2008年のアメリカ合衆国の選挙後

### フォーカス
選挙後の最初の2か月間はコンテンツに大きな革新は見られず、記事のかなりの割合が上院選に焦点を当てており、ジョージア州の決選投票（サックスビー・シャンブリスが勝利）、アラスカ州（マーク・ベギッチが勝利）とミネソタ州（アルフランケンvs.ノーム・コールマン）での票の再集計、コロラド州、ニューヨーク州、イリノイ州における上院議員の補欠の任命などを取り上げていた。
オバマ大統領の就任後、ショーン・クインはワシントンDCに移り、その地で政治執筆を続けると報告した。2009年2月4日、彼はホワイトハウスの記者団に加わった最初のブロガーになった。しかし、それ以降に彼がFiveThirtyEightに投稿した記事はほんの一握りにすぎなかった。
2008年以降の選挙期間中、シルバーは来たる2010年の中間選挙を分析するためのいくつかのツールを開発し、オバマ政権の政策問題と政策アジェンダ、特に経済政策について論じることに注力した。彼は2010年上院選のリストを作成し、当選政党の予測を毎月更新した。
その後、シルバーは医療改革、気候変動、失業、同性婚への国民の支持など、当時のさまざまな問題に対応するために彼の手法を応用した。彼は、ジョージアに拠点を置く企業「Strategic Vision, LLC」による世論調査の信憑性を調査する一連のコラムを執筆した。シルバーの分析によると、Strategic Visionのデータはランダムな世論調査と矛盾する統計的異常を示していた。その後、彼はStrategic Visionがオクラホマ州の高校生による市民権調査の結果を捏造した可能性があるという間接的な証拠を明らかにし、Strategic Visionを「評判の悪い詐欺師」と非難した。FiveThirtyEightは、2009年6月のイラン大統領選挙で12を超える記事を掲載し、開票の質を評価した。イラン大統領選関連は国際問題のコラムニストのレナード・セクストンによる選挙に至るまでの世論調査の分析記事から始まり、その後、シルバー、アンドリュー・ゲルマンとセクストンの記事では報告された投票結果と政治的な意味合いを分析した。
FiveThirtyEightは、2009年11月3日に行われたアメリカの選挙を詳細に取り上げた 。FiveThirtyEightの執筆者であるスカラー、ゲルマン、シルバーは、2010年1月19日に行われたマサチューセッツ州のアメリカ合衆国上院特別選挙を広範囲にわたって取り上げている。「538モデル」は、再び異なる世論調査を集計し、共和党のスコット・ブラウンの勝利を正確に予測した。
2010年の春に、FiveThirtyEightは5月6日予定のイギリスの総選挙に焦点を当て、40を超える記事を掲載し、主要3政党の予想獲得議席を発表した。1月と2月のいくつかのプレビュー投稿に続いて、レナード・セクストンはイギリスの世論調査業界や第三党の自由民主党の急伸などのテーマを調査した。一方、シルバー、セクストン、ダン・バーマンが議席数予測モデルを開発した。イギリスの選挙は、FiveThirtyEightチームがアメリカ以外の選挙の夜の「ライブブログ」を行った初めての機会だった。
2010年4月、ガーディアン紙は2010年イギリス総選挙に関するシルバーの予測を発表した。イギリスの世論調査機関の大半は、選挙の結果予測に「統一スイング」の概念を使用している。しかし、シルバーは彼自身の方法論を適用することで、保守党の勝利が最も可能性の高い結果であった可能性を示唆する全く異なる結果を導き出した。批評や他の選挙のアナリストへの対応を含む一連の記事の後、彼の「最終予測」が選挙前夜に出版された。結局、シルバーの予測は、特に他のいくつかの組織の予測と比較して的外れなものとなり、シルバーは自身のブログに事後分析を書いた。シルバーは予測プロセスの落とし穴を検証し 、セクストンは保守党と自由民主党の間の最終的な政府合意について論じた。

### 世論調査の評価における透明性についての論争
2010年6月6日、FiveThirtyEightは、2008年の選挙からのシルバーの取り組みを更新し、精緻化した世論調査ランキングを掲載した。シルバーはデータベースを4700以上の選挙世論調査に拡大し、独自のランキングよりも洗練された世論調査の格付けモデルを開発した。
シルバーは538上で返答した。「透明性はどこにあるのか？ まあ、それは4807語と18の脚注を含むこの記事の中にある[自身の6月6日の記事を引用]。世論調査会社の評価がどのように計算されるかについてすべての詳細が説明されている。また、ここにもあり[別の記事を引用]、調査会社のスコアカードの形式で、私達が各大手世論調査会社用に今後数週間にわたって展開し続けるであろう機能、そして私達がそれぞれのために行った特定の評価に到達する方法を詳細に説明する」 
538の世論調査の完全なデータベースが公開されていない理由について、シルバーは次のように回答している。「主な理由は私がそれを行う法的な権利を有しているかわからないからだ。世論調査のデータベースは約8、10の個別のデータソースから編集されたもので、これらは世論調査会社の評価が発表された直後に私が投稿したコメントで開示している。この記事の最後にも詳細が記載されている。これらには、一部のサブスクリプションサービスと、このサービスの直接の競合相手であるウェブサイトからのデータも含まれている。これらのデータベースに含まれる世論調査は最終的には公の記録の問題であり、明らかに調査目的でそれらを使用するすべての権利があると感じているが、私たちは彼らのデータを完全に再公開する権利があるのかわからない」。
シルバーはまた、538の評価がデイリー・コスの世論調査企業としての「Research 2000」の使用を終了するMarkos Moulitsasの決定に寄与したことについてもコメントした。
その後、6月11日、Mark Blumenthalは、『ナショナル・ジャーナル』の記事「Transparency In Rating: Nate Silver's Impressive Ranking Of Pollsters' Accuracy Is Less Impressive In Making Clear What Data Is Used」（評価の透明性：ネイト・シルバーの印象的な世論調査会社の精度ランキングはどのようなデータが使用されているかを明確にする点で印象的ではない）で、透明性の問題についてもコメントした。彼はResearch 2000の場合、シルバーが報告したことと世論調査会社自体が報告したことの間にいくつかの矛盾があったと指摘した。他の研究者は方法論の側面に疑問を呈している。
2010年6月16日、シルバーは自身のブログで自分が格付けの対象にしたすべての世論調査会社に、自分が使用した重要な情報（世論調査のマージン、サンプルサイズ、実施日）と共に自分のアーカイブにある世論調査のリストを提供する用意があることを発表した。そして彼は世論調査会社にはリストと結果を調べて世論調査会社自身の記録と比較して修正を行うように促した。
2014年9月、シルバーは彼の世論調査会社の全評価と、彼のデータコレクション内の1998年から2012年までのアメリカ大統領予備選挙および本選挙、州知事選挙、アメリカ合衆国上院・下院選挙の6600を超える最終3週間の世論調査すべての記述的な要約データを公開した。世論調査会社の評価の更新に加えて、彼は更新された方法論レポートを公開した。

## ニューヨークタイムズとの提携：2010–2013
2010年6月3日、ニューヨークタイムズとシルバーは、FiveThirtyEightがパートナーシップを形成し、その下でタイムズがブログを3年間ホストすることを発表した。法的には、FiveThirtyEightはタイムズにブログを公開するための「ライセンス」を付与した。ブログはタイムズのニュースセクションの「政治」タブの下に掲載される。そのため、FiveThirtyEightはタイムズの編集や技術的な制作の対象となり、その恩恵を受けることになる一方、FiveThirtyEightはコンテンツの制作に責任を負う。
シルバーは、タイムズを選択する前に、いくつかの大手メディアから入札を受けた。契約の条件では、シルバーは新聞と日曜誌の両方の印刷版に月刊記事も書くことになっていた。シルバーは大手メディアが提供可能な露出と技術支援を得つつ彼独自の声を維持できるかを懸念していたためブログを最高額の入札者に移動しなかった。シルバーは 「そこにはちょっとしたグルーチョ・マルクス的な質がある。彼らはおそらく、最も多くの現金を提供してくれるだろうにも関わらず、あなたを会員にしようと必死になっているようにみえるどのメディアブランドにも所属したくないはずだ」
改称した「FiveThirtyEight：Nate Silver's Political Calculus」の最初のコラムは、2010年8月25日のタイムズ紙にアメリカ合衆国上院選の予測を紹介する形で掲載された。同時に、シルバーはブログの簡単な歴史を公開した。オリジナルのFiveThirtyEightのコラムはすべてアーカイブ化され、一般公開されている。
FiveThirtyEightがニューヨークタイムズに移転して間もなく、シルバーは2010年のアメリカ合衆国上院、アメリカ合衆国下院及び州知事選挙の予測モデルを発表した。これらのモデルはそれぞれ、当初は選挙歴、人口統計および世論調査の組み合わせに依存していた。538モデルは、共和党が上院で8議席、下院で55議席の純増を予測しており、実際の結果は上院で6議席と下院で63議席と予想と近い議席の増加になった。

### ライター
ニューヨークタイムズへの移行が発表されたとき、シルバーはライターのスタッフを初めてリストアップした。ただし、リストアップされた7人のライターのうち、2010年12月末までに538/New York Timesに掲載したのは、シルバー、レナード・セクストン、ヘイル・スチュワートの3人だけだった。アンドリュー・ゲルマンは2011年初頭に再び寄稿した。ブライアン・マッケイブは、2011年1月に彼の最初の記事を公開した。
2011年から、定期的な寄稿者として登場した1人のライターはミカ・コーエンであった。コーエンは、定期的に「Reads and Reactions」（読み物と反応）というコラムを提供しており、その中でシルバーの過去数週間の記事とそれに対するメディアや他のブログの反応をまとめ、シルバーのコラムの主題に関連するいくつかの追加の読み物を提案した。シルバーはコーエンを「私のニュースアシスタント」とみなした。コーエンは時折、追加のコラムを寄稿している。
シルバーは2011年9月12日に別のライターを紹介した：「FiveThirtyEightはジョージ・ワシントン大学の政治学者であるジョン・サイドを心から歓迎します。彼は来月にわたってこのサイトに一連の投稿を執筆する予定です。サイド氏はまた、ブログ『The Monkey Cage』の設立者であり、同ブログは『The Week』誌の2010年最優秀ブログに選ばれました」。

### 選挙政治を超えて

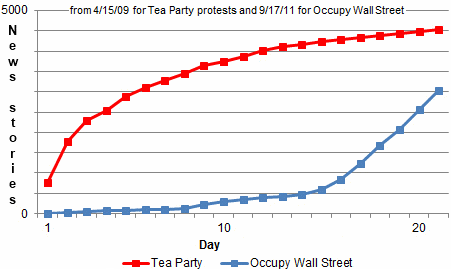
New York Timesで発表された2011年10月のFiveThirtyEightグラフからの抜粋

政治と選挙は依然としてFiveThirtyEightの主な焦点であったが、ブログでは時折、マーチ・マッドネスや2012年のNCAA男子バスケットボールトーナメントの選考過程、NCAAカレッジフットボールのB.C.S.ランキング、NBAおよび2011年のニューヨーク・メッツのシティ・フィールドの2011年の観客動員数からボストン・レッドソックスの2011年の歴史的な崩壊など様々なメジャーリーグベースボールの問題などのスポーツも取り上げていた。
さらに、FiveThirtyEightはブログの経済学、S＆Pによる財務格付け、失業率を過小予測するエコノミストの傾向やハリケーン・アイリーン（2011年）の経済的影響とメディア報道など時々他のトピックに注意を向けることもあった。 
FiveThirtyEightは、ティーパーティーとウォール街を占拠せよの抗議活動を取り上げたニュース記事のさまざまな成長曲線を示すグラフを公開した。シルバーは、警察との衝突が抗議活動の報道を最も急激に増加させたと指摘し、全米のイベントの規模と場所に関する報道を分析することによって抗議活動の地理的状況を評価した。

### 2012年の米国選挙
2012年6月7日、FiveThirtyEightは2012年の総選挙予測モデルの第一弾を公開した。このモデルは一般投票と選挙人投票の両方を予測し、後者は各州の選挙結果を予測することで、選挙運動の中心となっている。当初の予測では、バラク・オバマは2012年11月に選挙票を獲得する可能性が61.8％であると推定されていた。ウェブサイトは、各州および全国の選挙結果に関する地図と統計を提供していた。後の投稿では、さまざまな世論調査会社の「ハウス・エフェクト」や、携帯電話にかけなかった電話調査の有効性など方法論的な問題を取り上げていた。
2012年半ばから選挙日まで、FiveThirtyEightモデルは、バラク・オバマとミット・ロムニーが選挙人の過半数を獲得する確率の予測を更新した。11月6日の選挙日にシルバーは各州の最終予測を掲載した。2012年11月6日の大統領選挙当日の朝、シルバーのモデルは、バラク・オバマ大統領が選挙人票の過半数を獲得する確率は90.9％と予想した。その日の終わりに、投票用紙が集計された後、538モデルは50州すべてとコロンビア特別区の勝者を正確に予測していた。シルバーは、複数の世論調査会社からの世論調査を集計した少なくとも2人の学術的なアナリストとともに、50州すべての予測を正しく評価しただけでなく、9つの「 スイング・ステート」すべてを当てた。対照的に、個々の世論調査会社はあまり成功していなかった。たとえば、ラスムセン・レポートは「9つのスイング・ステートの内、6つの州の世論調査を外していた」。
候補者が実際に獲得した票の割合がシルバーの予測の「誤差の範囲」内に収まるかどうかを評価するシルバーの州ごとの予測の独立した分析は、「50州のうち48州が実際に彼の誤差の範囲内に収まっており、的中率は96％であった。そして、彼の予測した誤差の範囲の数値が95％の信頼区間を表すと仮定するとそれがそうであった可能性が高いが、シルバーは50回以上の試行を期待するのとほぼ同じくらい正確に実行した。本当に天才だ」 。選挙人票の予測精度に関する追加のテストが他の研究者によって公開された。

## ESPN所属
FiveThirtyEightは、2014年3月17日にESPN系列の段階を開始した。7月時点で、ライター、編集者、データ視覚化の専門家などの20名のスタッフを擁していた。2016年3月までに、このスタッフは約2倍になり、発行人欄に37名、貢献者として7名が掲載された。このサイトでは、政治、経済、科学、健康、（文化的な）生活、スポーツの5つの見出しの下で記事を作成していた。特集記事に加えて、さまざまなテーマのポッドキャストを作成していた。
サイトへの月間トラフィックは2014年4月時点のユニークビジターは約280万であったのが2016年1月には1070万人と着実に増加している。

### 2014年の米国選挙
2014年9月3日、FiveThirtyEightはその年に争われている36のアメリカ合衆国上院選挙のそれぞれの予測を発表した。当時、共和党は選挙後の上院で過半数の議席を占める可能性が64％とされていた。しかし、シルバーはまた、「同様に重要なテーマは、その結果の不確実性の高さだ。多くの州で競争が続いており、民主党は上院を容易に維持し得る」と述べている。約2週間後の予測では、共和党が過半数を占める可能性が55％に低下した

### 2016年のオスカー予測
FiveThirtyEightは、その数学的モデルをオスカーに適用しようとし、6つのカテゴリーのうち4つを正しく予測して、主題に関する内部予測を作成した。ウェブサイトはまた、異なる方法で他の人が行った他の予測リストをまとめている

### 2016年の米国選挙

#### 大統領予備選挙
FiveThirtyEightは、2016年の大統領予備選挙を予測するために、世論調査のみのモデルと世論調査プラスモデルの2つのモデルを適用した。世論調査のみのモデルは特定の州からの世論調査のみに依存していたのに対し、世論調査プラスモデルは州の世論調査、全国世論調査、およびエンドースメントを基にしている。各選挙戦について、FiveThirtyEightは両方のモデルに従って確率分布と平均期待得票率を算出した。
2015年6月には、早くもFiveThirtyEightはドナルド・トランプが 「本物の候補者ではない」と主張し、選挙シーズンの後半までトランプは指名を勝ち取ることができないと主張した。2016年5月にドナルド・トランプが共和党の推定候補者になったとき、ニューヨークタイムズのメディアコラムニストのジム・ルーテンバーグは「予測は結果をもたらし得る」と書き、FiveThirtyEightがトランプの可能性を過小評価していると批判した。彼は「世論調査でトランプに有利な結果が出ているにも関わらず、トランプが指名される可能性は2％としていた...彼らは彼の記録をより容易ならぬライバル達と同じように積極的に調査しようとするジャーナリズムの意志を間違いなく弱めた」と主張している。
トランプが共和党の指名候補になる可能性が濃厚になった後の2016年5月に発表された長い回顧録「How I Acted Like a Pundit and Screwed up on Donald Trump（私がいかに専門家のようにふるまいドナルド・トランプをめちゃくちゃにしたのか）」の中でシルバーは、予備選の早い段階でトランプの可能性を評価する際にどのように誤りを犯したかを振り返っている。シルバーは、「統計情報を中心としたウェブサイトとしては、この大きな間違いは興味深いものだ。私たちがFiveThirtyEightで発表する他のほぼすべての予測（先ほど述べた予備およびコーカスの予測を含む）とは異なり、トランプの可能性に関する私達の初期の推定は統計モデルに基づいていなかった。代わりに、それらは私たちが「主観的オッズ」と呼んでいるもの、つまり、経験に基づいた推測であった。言い換えれば、私たちは基本的に専門家のように振る舞っていたが、自分達の予測に数字を付けていた。そして、新しい証拠に直面してもすぐに心を変えられないなど、専門家がしばしば被る同じバイアスの一部に屈してしまった。砦となるモデルがなければ、私達は他の粗野な専門家のように田舎を放浪し、無造作に物事に火をつけていた」と書いた。
民主党側では、FiveThirtyEightはバーニー・サンダース上院議員が「アイオワとニューハンプシャーの後はどの州でも敗北する可能性がある」と主張し、もしそうでなければ「民主党のエスタブリッシュメントが駆け込んで彼を黙らせるだろう」と主張した。サンダースは23州の予備選で勝利した。
2016年5月に革新的な非営利メディア監視グループ「Fairness and Accuracy in Reporting」は、FiveThirtyEightが「サンダースを追いかけるために誠実さを犠牲にした」とし、その上「時として、彼らは専門家の領域を超えてハッカーの領域にまで踏み込んだ。つまり、彼らは自分達の意見をまるで客観的なデータのように扱うだけでなく、自分達の意見に適合させるためにデータを回転させている」と書いた
FiveThirtyEightの各州の共和党と民主党の予備選の予測は、アナリストの意見ではなく統計的な分析に基づいていた。採用されたコアデータは世論調査であり、FiveThirtyEightは2008年以降に採用されたのと基本的に同じ方法を使用して、各州（全国の世論調査も考慮しながら）の世論調査を集計した。2016年の予備選挙では予測はエンドースメントも考慮に入れた。ウェブサイトはまた、全国党大会代議員の累積も記録している。予備選挙シーズンの終了後にブルームバーグニュースが発表した予測的中の比較では、FiveThirtyEightの予測の的中率は92%で予備選挙では最も高かったが、より多くの予備選挙の予測ではPredictWiseより遅れをとった。特に、世論調査会社が外した選挙を正確に予測したFiveThirtyEightの実績にも関わらず、たとえば「現代の政治史における最大の番狂わせの1つ」と見なされているミシガン州予備選挙でのバーニー・サンダースの劇的な勝利を外した。

#### 大統領選挙
選挙日（2016年11月8日）の朝の午前10時41分にFiveThirtyEightによる最終予測が行われ、ヒラリー・クリントンが2016年アメリカ合衆国大統領選挙で勝利する確率を71％としたが、他の主要な予測者は、クリントンが少なくとも85％から99％の確率で当選すると予測した。FiveThirtyEightのモデルは、一般世論調査でのクリントンのリードが小さいだけでなく、フロリダやペンシルバニアなどのスイング・ステートにおけるトランプの勝利確率が上昇し、2012年のオバマのパフォーマンスと比べて、これらのスイング・ステートのいくつかでのクリントンのいくつかのパフォーマンスの悪さに基づいて、最終週に一般投票と選挙人投票の分裂が拡大する可能性を指摘している。予測モデルによって指摘された主な問題は、テキサス、ジョージア（共和党勝利が安定と見込まれる）、カリフォルニア（民主党勝利が安定と見込まれる）などの非常に人口の多い州におけるクリントンの改善と、彼女が大卒ではない白人の有権者を引き付けることができないこと、スイング・ステートでの人口の増加に加えて、マイノリティからの投票率が低下する可能性があることの不均衡であった。その結果、クリントンが選挙人投票で勝利する確率は改善していなかった。シルバーはまた、オハイオ州やフロリダ州のようないわゆる「マストウィン（必勝）」州の州ごとの数値に焦点を当て、さらに3ポイント未満の有利な状態での世論調査の誤差についても考慮した
ドナルド・トランプは大統領選に当選した。FiveThirtyEightは他の世論調査会社よりもドナルド・トランプが大統領選に勝利する確率をはるかに高く予測し、ハフィントン・ポストのライアン・グリムはトランプに有利になるように過度に「バランスをとっている」と批判した。FiveThirtyEightは、「それにもかかわらず、クリントンはおそらく勝つだろう、そして彼女は大差で勝つ可能性がある」と述べたが、予測者はまた、一部の事例で世論調査の追跡の不確実性、かなりの数の投票先を決めていない有権者、伝統的なスイング・ステートでの予測不可能な結果についても指摘した。

## 認識と賞
- 2008年9月、FiveThirtyEightはハーバード大学ニーマン・ジャーナリズム財団の「Notable Narrative」に初めて選ばれたブログとなった。同財団によると「元経済アナリストで野球統計学の巨匠であるネイト・シルバーは、彼の投稿の中で選挙日までの（選挙）運動に内在する劇的な緊張感を利用して彼の物語を推し進め、大統領選について説明している。11月5日には私達は勝者と敗者を目にすることになるが、その間にシルバーは、私達一般庶民を混乱させる無数の世論調査から彼の物語を紡いでいる」[73]。
- ニューヨーク・タイムズは、2008年11月のFiveThirtyEightを「今年大ブレークしたオンラインの人気者の1つ」と表現しました[14]。
- ハフィントンポストのコラムニスト、ジェイソン・リンキンスは、FiveThirtyEightを「Ten Things that Managed to Not Suck in 2008, Media Edition」の第1位に選んだ[74]。
- FiveThirtyEightは、2008年のウェブログ賞の「Best Political Coverage」を受賞した[75]。
- FiveThirtyEightは、第9回年次ウェブログ賞の「Best Weblog about Politics」として2009年の「Bloggie」を獲得した[76]。
- 2009年4月に、シルバーはFiveThirtyEightでの業績により、『The Week』の第6回Annual Opinion賞で「ブロガー・オブ・ザ・イヤー」に選ばれた[77]。
- 2009年9月に、FiveThirtyEightの予測モデルが『STATS：The Magazine for Student of Statistics』のカバーストーリーとして取り上げられた[23]。
- 2009年11月、FiveThirtyEightはPC Magazineによる「Our Favorite Blogs of 2009」（「私達が夢中の50のブログ」）の1つに選ばれた[78]。
- 2009年12月、FiveThirtyEightは大手世論調査会社による世論調査データ改ざんの可能性について「法医学的な世論調査分析」の探偵作業を行ったことが評価され、ニューヨークタイムズ誌の 「Ninth Annual Year in Ideas」に選出された[79][注釈 5]。
- 2010年11月、ポリティコのジョン・F・ハリス編集長は、フォーブス誌の記事でシルバーを「地球上で最もパワフルな人々」の中の7人のブロガーの1人に挙げた[81]。
- 2011年6月、『タイム』誌の「2011年のベストブログ」で、FiveThirtyEightをEssential Blogsの1つに選んだ[82]。
- 2012年5月： FiveThirtyEightは、第16回年次ウェビー賞で国際デジタル芸術科学アカデミーから「最優秀政治ブログ」を受賞した[83]。
- 2013年4月： FiveThirtyEightは、第17回年次Webby Awardsで国際デジタル芸術科学アカデミーの「Best Political Blog」を受賞した[84]。
- 2016年6月： FiveThirtyEightは、世界中のニュース編集室のイノベーションを推進するパリに拠点を置く組織Global Editors Networkにより、2016年の「Data Journalism Website of the Year」に選ばれた。FiveThirtyEightは、Aaron BycoffeとDavid Wassermanによるインタラクティブプロジェクト「Swing the Election」で追加賞「News Data App of the Year（large newsroom）」を受賞した[85]。
- 2017年9月： 全米科学アカデミーズの2017年コミュニケーション賞の「オンライン」カテゴリをFiveThirtyEightのマギー・コースベイカー、ベン・カッセルマン、アンナ・マリア・バリージェスター、カール・ビアリクが「Gun Deaths in America」で受賞した[86]。
- 2018年6月：「Atlas of Redistricting」がGlobal Editors Networkが主催するデータジャーナリズムアワードにより「News App of the Year」に選ばれた。賞の概要は次のように述べている：「米国議会の境界線を描くというウォンキーな芸術は、政治家のキャリアを作ったり壊したりして、10年間の国の法制化の方向性を形作ることができる。FiveThirtyEightの「ゲリマンダープロジェクト」の目玉であるこの実践的アプリでは、どちらか一方に有利な党派性の高いものから、多数派・少数派の選挙区の最大化、可能な限りコンパクトな選挙区の作成まで、少なくとも7つの異なる再マッピングの目標を深く掘り下げることができる。この結果は、2020年の国勢調査データから新しい地図をどのように描くかをめぐる争いの行方を明らかにしている」[87]。atlasは、Aaron Bycoffe、Ella Koeze、David Wasserman、およびJulia Wolfeによって作成された。

## ノート
1. ↑  国内企業数社が「Strategic Vision」という名前を用いているが、メディアに政治世論調査結果を公開しているのは1社だけである
2. ↑  バーマンが初めてFiveThirtyEightと協力したのは、2009年のイラン選挙で報告された結果に異状があるという挑発的な発見をしたときであった[28]。
3. ↑   FiveThirtyEight/NYTで他のライターが限られた役割しか果たさなかった理由は、2011年2月の『Poynter』の記事で説明されている [40]
4. ↑  シルバーはフロリダ州の大統領選挙に「toss up」（五分五分の見込み）のタグを付けたが、ウェブサイト上のインタラクティブな選挙人マップは同州を水色に塗り、オバマが同州の票の相対多数を獲得する確率は50.3％と記載していた。
5. ↑  一連の記事の最初の記事でStrategic Vision LLCに重要な情報を明らかにするように求めた[80]

### 一般的な引用
1. ↑  “FiveThirtyEight.com WHOIS, DNS, & Domain Info – DomainTools”. WHOIS. 2016年9月3日閲覧。
2. ↑  “Nate Silver joins ESPN in multifaceted role”. ESPN.com. 2013年7月25日時点のオリジナルよりアーカイブ。2020年11月4日閲覧。
3. ↑  Andrew Romano (June 16, 2008). "Making His Pitches: Nate Silver, an all-star in the world of baseball stats, may be the political arena's next big draw". Newsweek. Archived June 19, 2008, at the Wayback Machine.
4. ↑  “FAQ and Statement of Methodology”. FiveThirtyEight (2008年6月9日). 2008年6月19日閲覧。
5. ↑  "Who Will Win the Presidency". FiveThirtyEight. November 8, 2017. retrieved November 8, 2018.
6. 1 2  “Poblano's Profile”. Daily Kos. 2015年4月26日閲覧。
7. ↑  “Mo. Parents Clueless About Kerry”. Daily Kos. 2008年12月30日時点のオリジナルよりアーカイブ。2008年11月16日閲覧。
8. ↑  “Daily Kos: State of the Nation”. 2008年2月8日時点のオリジナルよりアーカイブ。2008年12月27日閲覧。
9. ↑  “Obama's Path to Victory”. The New York Times. (2008年2月11日).  オリジナルの2016年12月29日時点におけるアーカイブ。
10. ↑  Blumenthal, Mark (2008年5月8日). “The Poblano Model”. National Journal.  オリジナルの2009年4月14日時点におけるアーカイブ。 2015年4月26日閲覧。
11. 1 2  Bialik, Carl (2008年6月2日). “Baseball Analyst Draws Fans by Crunching Election Numbers”. The Wall Street Journal.  オリジナルの2008年6月6日時点におけるアーカイブ。 2008年6月19日閲覧。
12. ↑  “Rasmussen Reports to Partner with FiveThirtyEight.com”. 2013年1月16日時点のオリジナルよりアーカイブ。2008年6月20日閲覧。
13. ↑  “Today's Polls: The Bounce hits the Badger State – The Plank”. 2008年6月14日時点のオリジナルよりアーカイブ。2008年6月21日閲覧。
14. 1 2  Clifford, Stephanie (2008年11月9日). “Finding Fame With a Prescient Call for Obama”. The New York Times.  オリジナルの2015年2月24日時点におけるアーカイブ。 2015年4月26日閲覧。
15. ↑  “The New York Times Will Incorporate the Blog FiveThirtyEight into the Politics Section of NYTimes.com”.  MarketWatch. 2020年11月4日閲覧。[リンク切れ]
16. ↑  “Times to Host Blog on Politics and Polls”. The New York Times. (2010年6月4日).  オリジナルの2016年12月29日時点におけるアーカイブ。
17. ↑  “Nate Silver of FiveThirtyEight Blog Is to Join ESPN Staff”. The New York Times. (2013年7月20日).  オリジナルの2017年4月15日時点におけるアーカイブ。
18. ↑  Amy Phillips (2013年7月22日). “Nate Silver – Renowned Statistician, Author and Founder of FiveThirtyEight – Joins ESPN in Multi-Faceted Role”. ESPN Front Row. 2013年7月25日時点のオリジナルよりアーカイブ。2013年7月22日閲覧。
19. ↑  “Nate Silver Interview: The New FiveThirtyEight – NYMag”. Daily Intelligencer. 2014年3月14日時点のオリジナルよりアーカイブ。2020年2月18日閲覧。
20. ↑  Steinberg, Brian (2018年4月17日). “ABC News Takes Over Nate Silver's FiveThirtyEight”. Variety
21. ↑  Roettgers, Janko (2018年4月24日). “ABC Launches New 24/7 Online News Network 'ABC News Live' Exclusively on Roku Channel” (英語). Variety 2020年1月15日閲覧。
22. ↑  Spangler, Todd (2018年3月14日). “Disney Reorganizes Divisions, Creates Dedicated Direct-to-Consumer Streaming Unit”. Variety 2018年3月15日閲覧。
23. 1 2  Felder, Adam (2009年9月). “Case study: The FiveThirtyEight.com Predictive Model of the 2008 Presidential Election”. STATS (50):  pp. 3–9. ISSN 1053-8607.  オリジナルの2012年4月30日時点におけるアーカイブ。 2015年4月26日閲覧。
24. ↑  “Stevens concedes Alaska Senate race”
25. ↑  “Interview with Nate Silver”. Financial Times. 2009年9月24日閲覧。
26. ↑  “Polling Firm's Reprimand Rattles News Media”. The New York Times. (2009年10月3日).  オリジナルの2016年12月29日時点におけるアーカイブ。
27. ↑  “Polling Controversy Raises Questions of Disclosure”. 2016年2月7日時点のオリジナルよりアーカイブ。2016年2月7日閲覧。
28. ↑  “Statistics wizard from Winchester makes a splash in Iran election - The Boston Globe”. 2010年5月5日時点のオリジナルよりアーカイブ。2020年2月19日閲覧。
29. ↑  Burkeman, Oliver (2010年4月27日). “Baseball nerd who predicted Obama's win foresees Labour meltdown”. The Guardian (London).  オリジナルの2013年9月10日時点におけるアーカイブ。 2010年5月19日閲覧。
30. ↑  “Where's the Transparency in Pollster Ratings?”. 2010年6月12日時点のオリジナルよりアーカイブ。2010年6月18日閲覧。
31. ↑  “Polling”. Daily Kos. 2010年6月12日時点のオリジナルよりアーカイブ。2010年6月18日閲覧。
32. ↑  “Transparency In Rating”.   National Journal Online. 2010年6月14日時点のオリジナルよりアーカイブ。2010年6月18日閲覧。
33. ↑  “Pollster.com”. 2010年6月18日閲覧。[リンク切れ]
34. ↑  pollster-ratings - GitHub
35. ↑  Brian Stelter (2010年6月3日). “The Times to Host Political Polling Site FiveThirtyEight”. Media Decoder Blog. 2015年9月9日時点のオリジナルよりアーカイブ。2010年6月4日閲覧。
36. 1 2  Garber (2010年6月3日). “Articles of incorporation: Nate Silver and Jim Roberts on the NYT's absorption of FiveThirtyEight”. NiemanLab.  Harvard College. 2016年4月19日時点のオリジナルよりアーカイブ。2016年10月16日閲覧。
37. ↑  “FiveThirtyEight blog gets with the Times”. NY Daily News (2010年6月8日). 2010年6月13日時点のオリジナルよりアーカイブ。2010年6月8日閲覧。
38. ↑  “News Trends Tilt Toward Niche Sites”. The New York Times. (2011年9月12日).  オリジナルの2016年3月9日時点におけるアーカイブ。
39. 1 2  “About FiveThirtyEight”. 2014年3月18日時点のオリジナルよりアーカイブ。2010年8月25日閲覧。
40. ↑  “FiveThirtyEight's Nate Silver adjusts to New York Times, 6 months after joining the newsroom”. Poynter. 2011年2月25日時点のオリジナルよりアーカイブ。2011年2月23日閲覧。
41. ↑  “The Monkey Cage”. 2011年11月1日時点のオリジナルよりアーカイブ。2011年11月2日閲覧。
42. ↑  “Nate Silver's Tournament Forecast”. The New York Times. (2013年3月18日)
43. ↑  Silver, Nate (2011年8月27日). “Popularity and Pedigree Matter in the B.C.S.”.  オリジナルの2015年11月9日時点におけるアーカイブ。
44. ↑  “Obama's win a big vindication for Nate Silver, king of the quants”. CNET.   CBS Interactive (2012年11月7日). 2012年11月7日時点のオリジナルよりアーカイブ。2012年11月7日閲覧。
45. ↑  “Pollster Predictive Performance, 51 out of 51”. The Huffington Post (2012年11月7日). 2013年3月9日時点のオリジナルよりアーカイブ。2020年2月18日閲覧。
46. ↑  Jonathan D. Salant and Laura Curtis. “Nate Silver-Led Statistics Men Crush Pundits in Election”. Businessweek.com. 2012年11月8日時点のオリジナルよりアーカイブ。2012年11月7日閲覧。
47. ↑  “Nobody's perfect: Nate Silver and the imperfect art of prediction (UPDATE)”. Boston.com. 2012年11月10日時点のオリジナルよりアーカイブ。2020年2月19日閲覧。
48. ↑  “538's Uncertainty Estimates Are As Good As They Get”. 2012年11月15日時点のオリジナルよりアーカイブ。2012年11月14日閲覧。
49. ↑  “Was Nate Silver the Most Accurate 2012 Election Pundit?”. CFAR. 2016年2月1日時点のオリジナルよりアーカイブ。2016年2月6日閲覧。
50. ↑  “2012 Presidential prediction rankings”. 2012年11月10日時点のオリジナルよりアーカイブ。2012年11月12日閲覧。
51. ↑  “Masthead” (2014年2月14日). 2015年4月19日時点のオリジナルよりアーカイブ。2014年7月13日閲覧。
52. ↑  Tweet by @NateSilver538 on February 3, 2016, https://twitter.com/NateSilver538/status/694974558831525888/photo/1
53. ↑  McCann (2016年2月5日). “The 2016 Oscars Race”. 2016年2月6日時点のオリジナルよりアーカイブ。2016年3月3日閲覧。
54. ↑  “Every Oscar Prediction We Could Find” (2016年2月26日). 2016年3月3日時点のオリジナルよりアーカイブ。2016年3月3日閲覧。
55. ↑  “How We're Forecasting The Primaries” (2016年1月12日). 2016年7月17日時点のオリジナルよりアーカイブ。2016年7月17日閲覧。
56. ↑  “Why Donald Trump Isn't A Real Candidate, In One Chart” (2015年6月16日). 2016年7月22日時点のオリジナルよりアーカイブ。2016年7月17日閲覧。
57. ↑  “Trump Is The Weakest GOP Front-Runner In The Modern Era” (2016年4月11日). 2016年7月18日時点のオリジナルよりアーカイブ。2016年7月17日閲覧。
58. ↑  “The Republican Horse Race Is Over, and Journalism Lost”. The New York Times. (2016年5月9日).  オリジナルの2017年2月22日時点におけるアーカイブ。
59. ↑  Nate Silver, "How I Acted Like a Pundit and Screwed up on Donald Trump: Trump's Nomination Shows the Need for a More Rigorous Approach," FiveThirtyEight, May 18, 2016. “How I Acted Like a Pundit and Screwed up on Donald Trump” (2016年5月18日). 2016年7月17日時点のオリジナルよりアーカイブ。2016年7月18日閲覧。
60. ↑  “Bernie Sanders Could Win Iowa And New Hampshire. Then Lose Everywhere Else.” (2015年7月8日). 2016年7月16日時点のオリジナルよりアーカイブ。2016年7月17日閲覧。
61. ↑  “What To Make Of The Bernie Sanders Surge” (2015年6月17日). 2016年7月24日時点のオリジナルよりアーカイブ。2016年7月17日閲覧。
62. 1 2  “538 Sacrifices Integrity to Go After Sanders on Independents” (2016年5月29日). 2016年7月14日時点のオリジナルよりアーカイブ。2016年7月17日閲覧。
63. ↑  Nate Silver, "How We're Forecasting the Primaries," FiveThirtyEight, January 12, 2016 “How We're Forecasting the Primaries” (2016年1月12日). 2016年7月17日時点のオリジナルよりアーカイブ。2016年7月17日閲覧。
64. ↑  Aaron Bycoffe and David Wasserman, "Who's On Track for the Nomination?" FiveThirtyEight, June 15, 2016 “Archived copy”. 2016年3月1日時点のオリジナルよりアーカイブ。2016年5月9日閲覧。
65. ↑  Silver (2016年11月8日). “Final Election Update: There's A Wide Range Of Outcomes, And Most Of Them Come Up Clinton” (英語). FiveThirtyEight. 2016年11月9日時点のオリジナルよりアーカイブ。2016年11月9日閲覧。
66. 1 2  Why FiveThirtyEight Gave Trump a Better Chance Than Almost Anyone Else Archived November 14, 2016, at the Wayback Machine.; FiveThirtyEight; Nate Silver; November 11, 2016
67. ↑  Allen, Kate (2016年11月9日). “Nate Silver's FiveThirtyEight proves its worth with another close election prediction”. Toronto Star.  オリジナルの2016年11月9日時点におけるアーカイブ。 2016年11月10日閲覧。
68. ↑  Wasserman (2016年9月15日). “How Trump Could Win The White House While Losing The Popular Vote”. 2017年1月26日時点のオリジナルよりアーカイブ。2016年12月31日閲覧。
69. ↑  “The Odds Of An Electoral College-Popular Vote Split Are Increasing” (2016年11月1日). 2016年12月21日時点のオリジナルよりアーカイブ。2016年12月31日閲覧。
70. ↑  “Election Update: Don't Ignore the Polls — Clinton Leads, But It's A Close Race” (2016年11月6日). 2016年12月31日時点のオリジナルよりアーカイブ。2016年12月31日閲覧。
71. ↑  Nate Silver Is Unskewing Polls — All Of Them — In Trump's Direction Archived November 14, 2016, at the Wayback Machine.; Huffington Post; Ryan Grim; November 5, 2016
72. ↑  “Final Election Update: There's A Wide Range Of Outcomes, And Most Of Them Come Up Clinton” (2016年11月8日). 2016年11月9日時点のオリジナルよりアーカイブ。2016年11月17日閲覧。
73. ↑  “Electoral Projections Done Right”. 2012年5月31日閲覧。
74. ↑  “2008: The Year In Media Highlights”. The Huffington Post (2009年1月24日). 2008年12月25日時点のオリジナルよりアーカイブ。2020年2月18日閲覧。
75. ↑  “The 2008 Weblog Awards Winners”. 2009年10月18日時点のオリジナルよりアーカイブ。2009年1月16日閲覧。
76. ↑  “Ninth Annual Weblog Awards: The 2009 Bloggies”. 2009年3月18日時点のオリジナルよりアーカイブ。2009年3月16日閲覧。
77. ↑  “THE WEEK Opinion Awards”. 2010年1月10日時点のオリジナルよりアーカイブ。2020年2月18日閲覧。
78. ↑  “Our Favorite Blogs 2009”. PCMAG. 2014年3月2日時点のオリジナルよりアーカイブ。2017年8月27日閲覧。
79. ↑  Shea, Christopher. “The Ninth Annual Year in Ideas – Forensic Polling Analysis”. www.nytimes.com.  オリジナルの2009年12月12日時点におけるアーカイブ。 2016年10月13日閲覧。
80. ↑  “A Few More Questions for a Sketchy Pollster”. FiveThirtyEight. 2009年12月25日時点のオリジナルよりアーカイブ。2009年12月10日閲覧。
81. ↑  John F. Harris (2010年11月3日). “My Picks: Bloggers”. Forbes. 2010年11月13日時点のオリジナルよりアーカイブ。2017年8月27日閲覧。
82. ↑  “Five Thirty Eight – TIME's 25 Best Blogs of 2011”. TIME.com. (2011年6月6日).  オリジナルの2011年6月9日時点におけるアーカイブ。
83. ↑  “The Webby Awards”. 2012年8月20日時点のオリジナルよりアーカイブ。2020年7月6日閲覧。
84. ↑  “Blog – Political”. 2013年4月12日時点のオリジナルよりアーカイブ。2013年4月30日閲覧。
85. ↑  David Fi David Wsrestone, "We Won Some Prizes," FiveThirtyEight, June 16, 2016 Archived June 17, 2016, at the Wayback Machine.
86. ↑  “2017 Keck Futures Initiative Communication Awards - Marian Koshland Science Museum” (2017年9月6日). 2017年9月6日時点のオリジナルよりアーカイブ。2017年9月6日閲覧。
87. ↑  Data Journalism Awards 2018.

### FiveThirtyEightの記事
1. ↑  Silver (2008年8月7日). “Frequently Asked Questions”. FiveThirtyEight. 2014年2月27日時点のオリジナルよりアーカイブ。2015年4月26日閲覧。
2. 1 2  “What the Fox Knows”. FiveThirtyEight. 2014年3月17日時点のオリジナルよりアーカイブ。2020年11月4日閲覧。
3. ↑  “No, I'm not Chuck Todd”. FiveThirtyEight. 2016年1月30日時点のオリジナルよりアーカイブ。2020年11月4日閲覧。
4. ↑  Quinn (2008年10月3日). “On the Road: St. Louis County, Missouri”. FiveThirtyEight. 2008年12月7日時点のオリジナルよりアーカイブ。2020年11月4日閲覧。
5. ↑  Quinn (2008年11月3日). “Site Note”. FiveThirtyEight. 2008年12月5日時点のオリジナルよりアーカイブ。2020年11月4日閲覧。
6. 1 2  Silver (2010年6月3日). “FiveThirtyEight to Partner with New York Times”. FiveThirtyEight. 2010年6月6日時点のオリジナルよりアーカイブ。2010年6月3日閲覧。
7. ↑  Silver, Nate (2010年8月25日). “New Forecast Shows Democrats Losing 6 to 7 Senate Seats”. FiveThirtyEight.  オリジナルの2014年12月13日時点におけるアーカイブ。 2015年4月26日閲覧。
8. ↑  “Pollster Ratings v3.0”. FiveThirtyEight. 2008年7月19日時点のオリジナルよりアーカイブ。2016年2月6日閲覧。
9. ↑  Silver. “Senate Forecast, 7/18: Republican Outlook Improves with Focus on Likely Voter Polls”.   FiveThirtyEight. 2013年1月23日時点のオリジナルよりアーカイブ。2017年3月28日閲覧。
10. ↑  “Today's Polls and Final Election Projection: Obama 349, McCain 189”. FiveThirtyEight. 2008年12月4日時点のオリジナルよりアーカイブ。2008年11月5日閲覧。
11. ↑  “The End of the Beginning”. FiveThirtyEight. 2009年1月25日時点のオリジナルよりアーカイブ。2009年1月23日閲覧。
12. ↑  “Obama Hits the Road to Sell Stimulus, Steps Up Pressure on Key Senators”. FiveThirtyEight. 2009年2月8日時点のオリジナルよりアーカイブ。2009年2月6日閲覧。
13. ↑  “Appointed Senators Rarely Win Re-Election”. FiveThirtyEight. 2009年1月9日閲覧。
14. ↑  “Daddy, Where Do Senators Come From?”. FiveThirtyEight. 2016年2月7日時点のオリジナルよりアーカイブ。2016年2月7日閲覧。
15. ↑  “Obama's Agenda & The Difference Between Tactics & Strategy”. FiveThirtyEight. 2009年1月24日時点のオリジナルよりアーカイブ。2009年1月10日閲覧。
16. ↑  “What Are the Chances of a Depression?”. FiveThirtyEight. 2009年2月4日時点のオリジナルよりアーカイブ。2009年1月8日閲覧。
17. ↑  “Senate Rankings, January 2009 Edition”. FiveThirtyEight. 2016年2月7日時点のオリジナルよりアーカイブ。2016年2月8日閲覧。
18. ↑  “Are Oklahoma Students Really This Dumb? Or Is Strategic Vision Really This Stupid?”. FiveThirtyEight. 2009年11月24日時点のオリジナルよりアーカイブ。2009年11月8日閲覧。
19. ↑  “Real Oklahoma Students Ace Citizenship Exam; Strategic Vision Survey Was Likely Fabricated”. FiveThirtyEight. 2009年11月11日時点のオリジナルよりアーカイブ。2009年11月8日閲覧。
20. ↑  “Strategic Vision Polls Exhibit Unusual Patterns, Possibly Indicating Fraud”. FiveThirtyEight. 2009年11月21日時点のオリジナルよりアーカイブ。2009年11月8日閲覧。
21. ↑  “An Open Letter to Strategic Vision CEO David Johnson”. FiveThirtyEight. 2009年11月22日時点のオリジナルよりアーカイブ。2009年11月8日閲覧。
22. ↑  “Skipping Elections, Strategic Vision Has Not Polled Since Controversy Arose”. FiveThirtyEight. 2009年11月11日時点のオリジナルよりアーカイブ。2009年11月8日閲覧。
23. ↑  “Polling and Voting in Iran's Friday Election”. FiveThirtyEight. 2009年11月21日時点のオリジナルよりアーカイブ。2009年11月10日閲覧。
24. ↑  “All posts tagged "Iran"”. FiveThirtyEight. 2015年4月6日時点のオリジナルよりアーカイブ。2015年4月26日閲覧。
25. ↑  “Election Night Overview”. FiveThirtyEight. 2009年11月6日時点のオリジナルよりアーカイブ。2009年11月8日閲覧。
26. ↑  “Independent Voters and Empty Explanations”. FiveThirtyEight. 2009年11月11日時点のオリジナルよりアーカイブ。2009年11月8日閲覧。
27. ↑  “538 Model Posits Brown as 3:1 Favorite”. FiveThirtyEight. 2010年1月21日時点のオリジナルよりアーカイブ。2010年1月20日閲覧。
28. ↑  “UK Seats Projection: Tories 299, Labour 199, LibDems 120”. FiveThirtyEight. 2010年4月30日時点のオリジナルよりアーカイブ。2010年4月29日閲覧。
29. ↑  “A Hung Parliament? (From the Gallows, Perhaps?)”. FiveThirtyEight. 2010年6月5日時点のオリジナルよりアーカイブ。2010年6月10日閲覧。
30. ↑  “Instant Run-Off Proposed by Brown”. FiveThirtyEight. 2010年5月26日時点のオリジナルよりアーカイブ。2010年6月10日閲覧。
31. ↑  “Getting It "Right" on the UK Numbers”. FiveThirtyEight. 2010年6月11日時点のオリジナルよりアーカイブ。2010年6月10日閲覧。
32. ↑  “Selection bias in UK polling (Part 1): Cell phones”. FiveThirtyEight. 2010年6月23日時点のオリジナルよりアーカイブ。2010年6月10日閲覧。
33. ↑  “Selection Bias in UK Polling (Part 2): Internet Polling”. FiveThirtyEight. 2010年6月20日時点のオリジナルよりアーカイブ。2010年6月10日閲覧。
34. ↑  “Is the Lib Dem Surge for Real (Part 4: The meltdown)”. FiveThirtyEight. 2010年6月18日時点のオリジナルよりアーカイブ。2010年6月10日閲覧。
35. ↑  Silver (2010年5月6日). “Liveblog: UK Election Returns”. FiveThirtyEight. 2013年10月21日時点のオリジナルよりアーカイブ。2015年4月26日閲覧。
36. ↑  “Final UK Projection: Conservatives 312, Labour 204, LibDems 103”. FiveThirtyEight. 2011年10月9日時点のオリジナルよりアーカイブ。2011年11月7日閲覧。
37. ↑  Silver, Nate (2010年5月11日). “U.K. Forecasting Retrospective”. FiveThirtyEight.  オリジナルの2013年10月21日時点におけるアーカイブ。 2015年4月26日閲覧。
38. ↑  “Con-Lib Pact Brings Cameron to PM's Chair”. FiveThirtyEight. 2010年6月16日時点のオリジナルよりアーカイブ。2010年6月10日閲覧。
39. ↑  “Pollster Ratings v4.0: Results”. FiveThirtyEight. 2010年6月21日時点のオリジナルよりアーカイブ。2010年6月18日閲覧。
40. ↑  “On Transparency, Hypocrisy, and Research 2000”. FiveThirtyEight. 2010年6月13日時点のオリジナルよりアーカイブ。2010年6月18日閲覧。
41. ↑  “FiveThirtyEight Establishes Process for Pollsters to Review its Database of Their Polls”. FiveThirtyEight. 2010年6月19日時点のオリジナルよりアーカイブ。2010年6月18日閲覧。
42. ↑  “FiveThirtyEight's Pollster Ratings”. FiveThirtyEight. 2016年2月9日時点のオリジナルよりアーカイブ。2014年9月26日閲覧。
43. ↑  “How FiveThirtyEight Calculates Pollster Ratings”. FiveThirtyEight. 2016年4月5日時点のオリジナルよりアーカイブ。2014年9月26日閲覧。
44. ↑  Nate Silver (2010年8月25日). “Welcome (and Welcome Back) to FiveThirtyEight”. FiveThirtyEight. 2015年9月7日時点のオリジナルよりアーカイブ。2010年8月25日閲覧。
45. ↑  Micah Cohen (2010年12月10日). “38 Days Later”. FiveThirtyEight. 2014年10月11日時点のオリジナルよりアーカイブ。2010年12月11日閲覧。
46. ↑  Andrew Gelman (2011年1月3日). “All Politics Is Local? The Debate and the Graphs”. FiveThirtyEight. 2015年3月21日時点のオリジナルよりアーカイブ。2011年2月2日閲覧。
47. ↑  Brian J. McCabe (2011年1月19日). “Grading New York Restaurants: What's in an 'A'?”. FiveThirtyEight. 2015年5月26日時点のオリジナルよりアーカイブ。2011年2月2日閲覧。
48. ↑  Nate Silver (2011年10月10日). “New Hampshire's Contrarian Streak”. FiveThirtyEight. 2015年9月11日時点のオリジナルよりアーカイブ。2011年10月10日閲覧。
49. ↑  Micah Cohen (2011年9月23日). “A Look at PolitiFact Grades of Candidates”. FiveThirtyEight. 2015年9月10日時点のオリジナルよりアーカイブ。2016年2月6日閲覧。
50. ↑  John Sides (2011年9月12日). “Social Status and How the Elected Vote”. FiveThirtyEight. 2015年9月6日時点のオリジナルよりアーカイブ。2011年11月2日閲覧。
51. ↑  Silver, Nate (2011年3月28日). “In Tournament of Upsets, V.C.U. Has Overcome Longest Odds”. FiveThirtyEight.  オリジナルの2011年5月29日時点におけるアーカイブ。
52. ↑  Silver, Nate (2003年3月18日). “Parity in N.C.A.A. Means No Commanding Favorite”. FiveThirtyEight
53. ↑  Silver, Nate (2012年3月13日). “FiveThirtyEight Picks the N.C.A.A. Bracket”. FiveThirtyEight.  オリジナルの2012年3月14日時点におけるアーカイブ。
54. ↑  Silver, Nate (2011年2月22日). “Deal for Anthony May Limit Knicks' Upside”. FiveThirtyEight.  オリジナルの2011年5月11日時点におけるアーカイブ。
55. ↑  “Calling Foul on N.B.A.'s Claims of Financial Distress”. FiveThirtyEight. (2011年7月5日).  オリジナルの2011年7月8日時点におけるアーカイブ。
56. ↑  “Jeremy Lin Is No Fluke”. FiveThirtyEight. (2012年2月11日).  オリジナルの2012年2月11日時点におけるアーカイブ。
57. ↑  Silver, Nate (2011年5月31日). “As Mets' Image Slumps, So Does Attendance”. FiveThirtyEight.  オリジナルの2011年6月4日時点におけるアーカイブ。
58. ↑  Silver, Nate (2011年9月27日). “September Collapse of Red Sox Could Be Worst Ever”. FiveThirtyEight.  オリジナルの2012年7月11日時点におけるアーカイブ。
59. ↑  Nate Silver (2011年2月12日). “The Economics of Blogging and The Huffington Post”. FiveThirtyEight. 2015年12月10日時点のオリジナルよりアーカイブ。2011年11月2日閲覧。
60. ↑  Nate Silver (2011年8月8日). “Why S.&P.'s Ratings Are Substandard and Porous”. FiveThirtyEight. 2015年9月8日時点のオリジナルよりアーカイブ。2011年8月29日閲覧。
61. ↑  Nate Silver (2011年9月6日). “In Jobs Data, 'Surprises' Mean Bad News”. FiveThirtyEight. 2015年9月6日時点のオリジナルよりアーカイブ。2016年2月6日閲覧。
62. ↑  Nate Silver (2011年8月26日). “A New York Hurricane Could Be a Multibillion-Dollar Catastrophe”. FiveThirtyEight. 2015年9月6日時点のオリジナルよりアーカイブ。2011年8月29日閲覧。
63. ↑  Nate Silver (2011年8月29日). “How Irene Lived Up to the Hype”. FiveThirtyEight. 2015年9月6日時点のオリジナルよりアーカイブ。2016年2月6日閲覧。
64. 1 2  Silver, Nate (2011年10月7日). “Police Clashes Spur Coverage of Wall Street Protests”. FiveThirtyEight.  オリジナルの2015年4月14日時点におけるアーカイブ。 2015年4月26日閲覧。
65. ↑  Nate Silver (2011年10月17日). “The Geography of Occupying Wall Street (and Everywhere Else)”. FiveThirtyEight. 2015年5月9日時点のオリジナルよりアーカイブ。2011年10月17日閲覧。
66. ↑  Nate Silver (2012年6月22日). “Calculating 'House Effects' of Polling Firms”. FiveThirtyEight. 2015年9月6日時点のオリジナルよりアーカイブ。2012年6月22日閲覧。
67. ↑  “FiveThirtyEight blog”. The New York Times. 2015年4月25日時点のオリジナルよりアーカイブ。2015年4月26日閲覧。
68. ↑  “Masthead”. FiverThirtyEight (2014年2月14日). 2015年4月19日時点のオリジナルよりアーカイブ。2015年4月26日閲覧。
69. ↑  “2014 Senate Forecast”. FiveThirtyEight (2014年9月3日). 2015年4月24日時点のオリジナルよりアーカイブ。2015年4月26日閲覧。
70. ↑  “FiveThirtyEight's Senate Model Is Back And It Gives Republicans The Edge”. FiveThirtyEight (2014年9月3日). 2014年9月10日時点のオリジナルよりアーカイブ。2014年9月14日閲覧。
71. ↑  “Senate Update: Democrats Draw Almost Even. Is It The Money?”. FiveThirtyEight (2014年9月15日). 2014年9月17日時点のオリジナルよりアーカイブ。2014年9月16日閲覧。